# Dréa
Pour les articles homonymes, voir Drea.
Dréa est une commune de la wilaya de Souk Ahras en Algérie, située à une trentaine de kilomètres au sud de Souk Ahras. 

## Géographie

### Situation
Le territoire de la commune de Dréa se situe au centre et au sud-est de la wilaya de Souk Ahras.
| M'daourouch  | Tiffech, Zaarouria    | Taoura |
| Oued Keberit | Dréa                  | Taoura |
| Oued Keberit | ? (Wilaya de Tébessa) | Taoura |

### Localités de la commune
La commune de Dréa est composée de dix-huit localités :
- El Fedj Labied
- El Mehras
- Edhliaate
- Feidh Djerboula
- Mechta Aïn Beida
- Mechta Aïn Kerma
- Mechta Aïn Nechma
- Mechta Berbega
- Mechta Chouchet Ben Taher
- Mechta Djelaïel
- Mechta El Bir
- Mechta El Gantas
- Mechta El Koudia El Hadra
- Mechta El M'Timer
- Mechta Kasria
- Mechta Ras El Oued
- Mechta Rous El Aides
- Mechta Tadjalette

## Histoire
Ses premiers habitants sont probablement des pasteurs nomades venus de la région de Khenchela, dans les Aurès, région Chaoui qui se seraient sédentarisé à cet endroit du fait de la rivière qui y coule.
Pendant la guerre d'indépendance, l'armée française y installa une de ses principales bases militaires, avec héliport, chars de combat et artillerie lourde. La ligne Maurice (ligne de fil de fer barbelé électrifiée et entourée de mines de divers calibres) passait aux abords immédiats de ses quartiers, l'isolant des hameaux périphériques et des fermes coloniales construites en rase campagne. La ligne Maurice a fait plusieurs victimes parmi les bergers et les jeunes qui s'aventuraient dans ses abords minés.
Une des principales bases de l'armée de libération nationale se trouvait à proximité, à Ghardimaou en Tunisie, d'où, elle lançait des attaques contre la ligne Maurice pour faire passer hommes et matériels à l'intérieur du territoire algérien. Entourée de zones interdites, Dréa vit une partie de la population s'enfuir pour se réfugier en Tunisie. Le reste était sous contrôle de l'armée française. De son côté, les SAS (services administratifs spécialisés), appuyés par une centaine de goumiers placés sous le commandement du capitaine Lejeune, maintenait la population sous  surveillance.

## Économie
La colonisation française, qui y développa une agriculture céréalière, soutenue par des vergers et des fermes. 
À l'indépendance, Dréa a reçu les flots de réfugiés de retour de la Tunisie. 